# Koyilandy
Koyilandy (malabar: കൊയിലാണ്ടി, históricamente Quilandy) es una ciudad del estado indio de Kerala perteneciente al distrito de Kozhikode.
En 2011, el taluk del que es capital tenía una población de 728 168 habitantes, de los cuales 71 873 vivían en el municipio que forma la propia ciudad.
La localidad es conocida por albergar en sus alrededores la playa de Kappad, donde Vasco da Gama desembarcó en su primer viaje en 1498. La economía de la ciudad se basa en la pesca, pues alberga el mayor puerto marítimo de pescadores del país, con una longitud de dos kilómetros y medio.
Se ubica en la costa del mar Arábigo, unos 10 km al norte de Calicut sobre la carretera 66 que lleva a Cananor. Al este de Koyilandy sale la carretera 34, que lleva a Thamarassery. En el lado interior de la ciudad fluye el río de agua salada Akalapuzha.